# Episodi de L'arca del dottor Bayer (terza stagione)
La terza stagione della serie televisiva L'arca del dottor Bayer è stata trasmessa in anteprima in Germania dalla ZDF tra il 21 ottobre 1987 e il 23 dicembre 1987.
| nº | Titolo originale         | Titolo italiano | Prima TV Germania | Prima TV Italia |
| -- | ------------------------ | --------------- | ----------------- | --------------- |
| 1  | Das Geheimnis des Waldes |                 | 21 ottobre 1987   |                 |
| 2  | Der Umzug                |                 | 28 ottobre 1987   |                 |
| 3  | Um Haaresbreite          |                 | 4 novembre 1987   |                 |
| 4  | Der Affe Benjamin        |                 | 11 novembre 1987  |                 |
| 5  | Danke, Caruso            |                 | 18 novembre 1987  |                 |
| 6  | Die Katzenmutter         |                 | 25 novembre 1987  |                 |
| 7  | Arco in Gefahr           |                 | 2 dicembre 1987   |                 |
| 8  | Muß Sascha sterben?      |                 | 9 dicembre 1987   |                 |
| 9  | Neue Freunde             |                 | 16 dicembre 1987  |                 |
| 10 | Das Wildschwein          |                 | 23 dicembre 1987  |                 |